# Violinkonzert (Schumann)

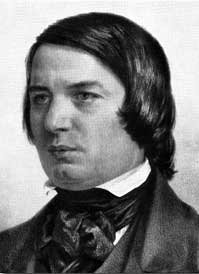
Robert Schumann – Zeichnung von Adolph von Menzel nach einer Daguerreotypie von 1850

Das Violinkonzert in d-Moll (WoO 1) war das letzte Orchesterwerk Robert Schumanns. 1853 entstanden, wurde es erst 84 Jahre später im Rahmen einer propagandistischen Inszenierung des Nationalsozialismus uraufgeführt. Der dem Werk lange anhängende vermeintliche Makel, von Schumanns nachlassender Geisteskraft geprägt zu sein – der Komponist wurde 1854 in die Nervenheilanstalt Bonn-Endenich eingeliefert, wo er 1856 verstarb – wirkt bis heute nach.

## Entstehung
Am 19. August 1843 traten die 24-jährige Clara Schumann und das 12-jährige Wunderkind Joseph Joachim als Geiger erstmals gemeinsam in einem im Leipziger Gewandhaus veranstalteten Konzert auf. Joachim, für den es der erste öffentliche Auftritt in Leipzig war, wurde von Felix Mendelssohn Bartholdy am Flügel begleitet. Clara und Robert Schumann verfolgten die Entwicklung von Joseph Joachim auch weiterhin.
Robert Schumann wirkte seit 1850 in Düsseldorf als Städtischer Musikdirektor. Nach zunächst guter Zusammenarbeit mit dem dortigen Chor und Orchester gab es zunehmende Missstimmungen und Konflikte, die in Rücktrittsforderungen mündeten.
Schumann engagierte den inzwischen bekannt gewordenen Joseph Joachim zum 31. Niederrheinischen Musikfestival 1853, das von Schumann als Dirigent und Komponist mitgestaltet wurde. Joachim wurde durch seine Wiedergabe des Beethovenschen Violinkonzerts gefeiert. Am 2. Juni 1853 schrieb er an Schumann:

„Möchte doch Beethoven’s Beispiel Sie anregen, den armen Violinspielern, denen es, ausser der Kammermusik, so sehr an Erhebendem für ihr Instrument fehlt, aus Ihrem tiefen Schacht ein Werk an’s Licht zu ziehen, wunderbarer Hüter reichster Schätze!“

Schumann komponierte daraufhin in den ersten Tagen des Septembers 1853 eine Fantasie für Violine und Orchester (sein op. 131) und begann am 21. September mit der Komposition eines weiteren konzertanten Werkes. In seinem akribisch geführten „Haushaltsbuch“ vermerkte er am 1. Oktober 1853 „Das Concert f. Violine beendigt“ (die eigentliche Anregung zur Komposition eines Violinkonzertes ging allerdings schon einige Zeit früher von Schumanns Freund und Joachims Lehrer Ferdinand David aus. Für David komponierte Schumann in unmittelbarer Nachbarschaft zur Fantasie op. 131 und dem Violinkonzert WoO 1 seine 2. Violinsonate op. 121). Das konzipierte Violinkonzert wurde in den Folgetagen (bis 3. Oktober) instrumentiert und am nächsten Tag ein Klavierauszug angefertigt. In diese Tage (30. September/1. Oktober 1853) fiel auch die für Schumann beflügelnde Begegnung mit dem jungen, aus Hamburg angereisten und am Anfang seiner Komponistenkarriere stehenden Johannes Brahms (1833–1897).
Mitte Oktober übersandte Schumann die Partitur an Joachim und plante bereits für den 27. Oktober 1853 die Uraufführung in Düsseldorf. Allerdings musste stattdessen auf Wunsch des Konzertkomitees das Violinkonzert Beethovens ins Programm genommen werden; zusätzlich wurde bei diesem Konzert Schumanns kürzere Fantasie op. 131 uraufgeführt.
Äußere Gründe verzögerten auch in der Folge eine Uraufführung des Violinkonzertes: Neben dem Zerwürfnis mit dem Düsseldorfer Konzertkomitee unternahm das Ehepaar Schumann im November/Dezember 1853 eine erfolgreiche Konzerttournee nach Holland.
Im Januar 1854 fand dann in Hannover zumindest eine Probe des Konzerts mit der dortigen Hofkapelle statt, die jedoch nicht optimal verlief. Joachim, der auch als Dirigent wirkte, entschuldigte sich in einem späteren Brief an Schumann (der sich zu dieser Zeit bereits in der Nervenheilanstalt Endenich befand) damit, dass er seinen Arm zuvor beim Dirigieren „ermüdet“ hatte und erinnerte an die gemeinsame Freude, die insbesondere die Polonaise (der 3. Satz) gemacht habe. Von Kritik an der Komposition ist in diesem Brief nicht die Rede.

## Nach Schumanns Tod

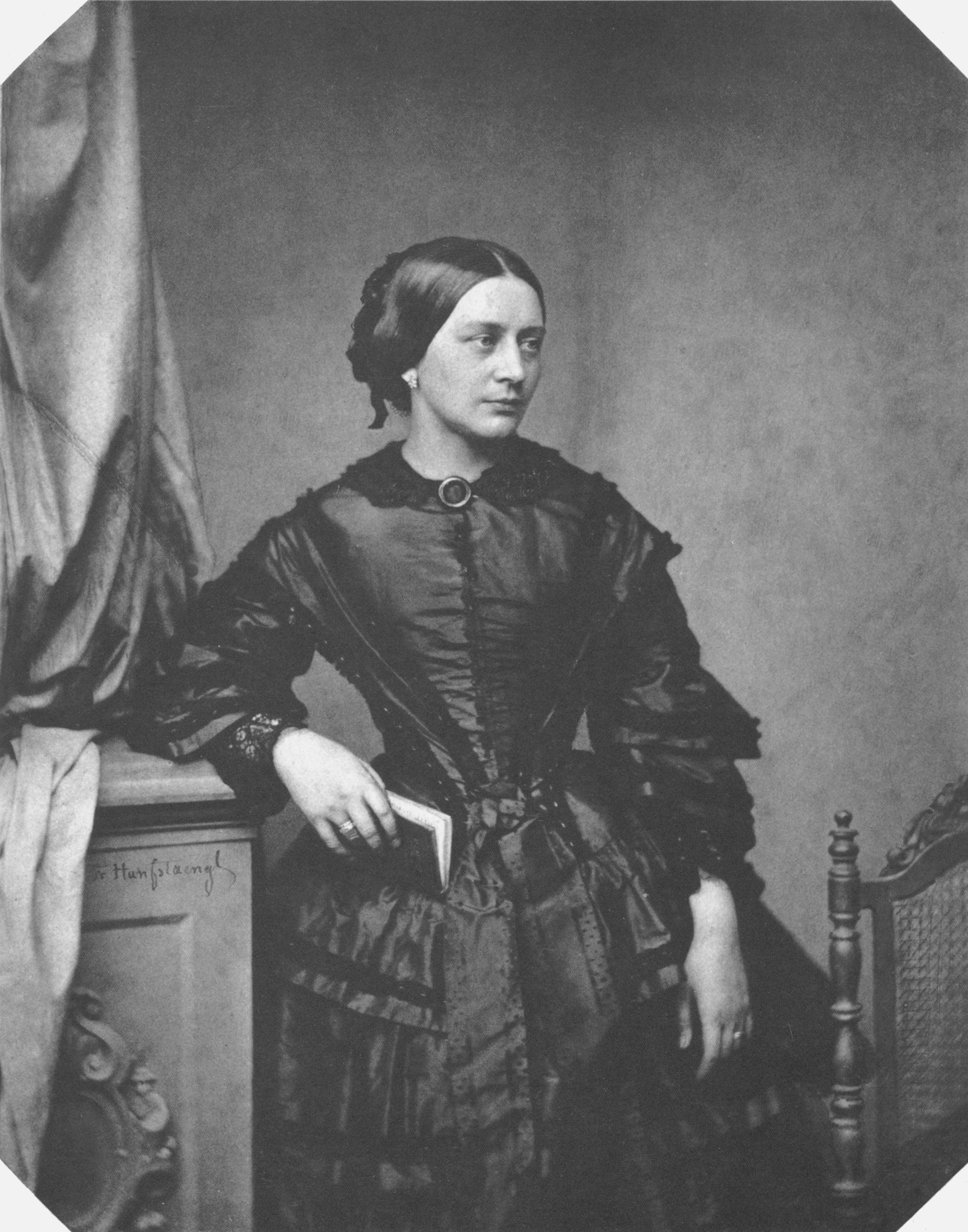
Clara Schumann, ca. 1850

Nach dem Tod Schumanns 1856 kamen seine Frau Clara und Joseph Joachim zum Schluss, das Konzert nicht zu publizieren. Die Beweggründe dafür sind bis heute nicht eindeutig geklärt. Unklar ist auch, ob Johannes Brahms, der Clara Schumann bei der Herausgabe von Werken ihres Mannes unterstützte, auf diese Entscheidung Einfluss nahm. Joachim äußerte zunächst Einwände wegen technischer Schwierigkeiten, die sich auf den Finalsatz bezogen, an dem auch Clara Schumann einen „Makel“ konstatierte. Möglicherweise empfand sie den Kontrast des tänzerisch-heiteren Schlusssatzes zur Katastrophe der letzten Lebensjahre Schumanns als zu schmerzlich. Sie bat Joachim sogar, ein neues Finale zu komponieren, was dieser jedoch ablehnte. Spätere Äußerungen Joachims, auch 1898 seinem ersten Biografen Andreas Moser gegenüber, lassen erkennen, dass Joachim inzwischen in größeren Teilen des Werkes eine Divergenz zwischen spieltechnischem Anspruch und musikalischer Substanz des Konzertes sah. Diese Einschätzung verlief parallel zu einer allgemeinen Tendenz der Schumann-Rezeption, die in seinem Spätwerk zunehmend Zeichen eines geistigen Verfalls erkennen wollte.

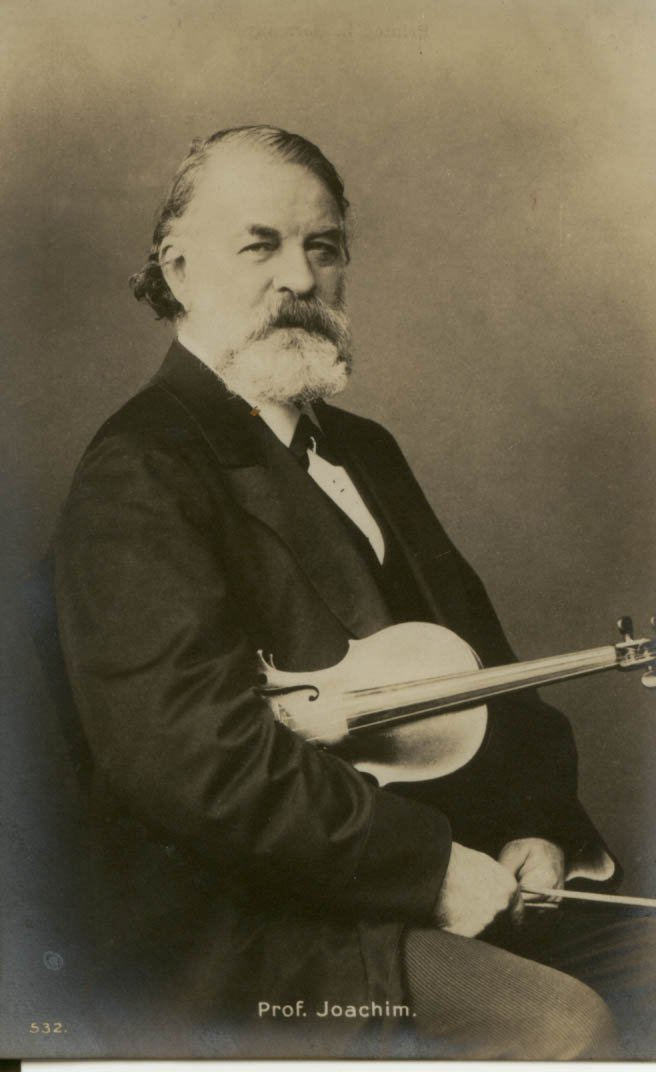
Joseph Joachim

Nach dem Tod Joachims 1907 erbte dessen Sohn Johannes das Notenmaterial des Violinkonzertes und verkaufte es an die Preußische Staatsbibliothek unter Auflage, es frühestens 100 Jahre nach Schumanns Tod (also 1956) zu veröffentlichen.

## Publikation und Uraufführung
An den Umständen beteiligt, die zur Publikation und 1937 zur Uraufführung des Konzertes führten, waren zwei Großnichten Joseph Joachims, die in England wirkenden Geigerinnen Jelly d’Arányi und Adila Fachiri. Sie äußerten, auf spiritistischen Sitzungen vom Geist Schumanns und Joachims aufgefordert worden zu sein, das Werk aufzuspüren und aufzuführen. Sie nahmen Kontakt zu dem beim Schott-Verlag tätigen Verleger Wilhelm Strecker auf, der das Autograph in der Preußischen Staatsbibliothek (Berlin) ausfindig machte. Seinen Bemühungen bei Georg Schünemann (dem Direktor der dortigen Musikabteilung) und seinen guten Beziehungen zu Johannes Joachim war es zu verdanken, dass letzterer 1936 die Publikationsfreigabe erteilte.
Am 26. November 1937 kam es schließlich, 84 Jahre nach Entstehung des Konzertes, zur Uraufführung im Deutschen Opernhaus Berlin mit dem Solisten Georg Kulenkampff und den Berliner Philharmonikern unter Leitung von Karl Böhm. Den Rahmen bildete eine NS-Veranstaltung, bei der Joseph Goebbels und Robert Ley als Redner auftraten. Es war beabsichtigt, das Werk Schumanns als „deutschen“ Ersatz für das von den Spielplänen gestrichene Violinkonzert des als Juden verpönten Felix Mendelssohn Bartholdy zu propagieren. Ein Angebot des Schott-Verlages an den von dem Konzert höchst angetanen Yehudi Menuhin, das Werk in Amerika aus der Taufe zu heben, wurde unterbunden. Juristische Versuche der jüngsten Schumanntochter Eugenie, von der Schweiz aus die Uraufführung zu untersagen, blieben erfolglos. Die Geigenstimme der Uraufführungsversion war gegenüber dem Original stark bearbeitet (unter anderem wohl, um die Brillanz zu steigern) und passagenweise oktaviert. Als Bearbeiter hatte – anonym, da beim NS-Regime in Ungnade gefallen – Paul Hindemith fungiert.
Dazu schreibt Kulenkampff am 15. März 1938 an Carl Flesch:

„Das Schumann-Konzert hat viel, viel unsinniges Gerede ‚nach sich‘ und ‚mit sich‘ gezogen. Ich habe die Violinstimme geändert und Hindemith ebenfalls. Beides sehr ähnlich – ich spiele von beiden! Die Originalstimme ist meines Erachtens unverändert unmöglich! Wie glücklich wäre Schumann selbst über Änderungen gewesen, um die er Joachim des öfteren vergeblich gebeten hatte; außerdem vergißt man nur zu gerne, und die zähen alten Verwandten Schumanns vergessen es besonders betont, daß Schumann selbst sehr viel von seinem Violinkonzert gehalten hat (also noch vor seiner Erkrankung) und dieses sicherlich übertrieben eruptiv geschriebene Konzert (innerhalb von 14 Tagen!) ihm sehr ans Herz gewachsen war. Gewiß ist es ein etwas sonderbares Zeichen der heutigen Zeit, daß das Paradoxon besteht: die kompositorische Auslese dieser Saison von Neuheiten ist die Aufführung eines alten mit Spielverbot belastet gewesenen Violinkonzertes eines Schumann!“

Ein Teil dieser „Unspielbarkeit“ bezieht sich auf den Schlusssatz, der vielfach – auch heute noch – nicht annähernd mit dem von Schumann notierten mäßigen Tempo gespielt wird. Anstelle eines „abschließenden Feuerwerks“ hatte Schumann nach eigenem Bekunden eine „stattliche Polonaise“ von schreitendem Charakter vorgesehen.

## Rezeption
Die Uraufführung des Violinkonzerts stieß in Deutschland auf überwiegend positive Resonanz, beispielsweise äußerte 1938 Hans Pfitzner, trotz einzelner Kritikpunkte:

„Es kann keine Rede davon sein, daß dieses Violinkonzert das Werk eines Wahnsinnigen sei. […] Und man muß auch Joachim darin unrecht geben, daß er sagt, der Violinpart sei undankbar. Allerdings ist er enorm schwer, aber es entstehen gelegentlich Klangwirkungen, die geradezu neu sind und jeden Virtuosen-Geiger interessieren müssen …“

Bereits im Dezember 1937 spielte auch Menuhin das Konzert im Amerika, hier nun in der unretuschierten Originalfassung. Kurz darauf erschienen erste Schallplatteneinspielungen durch Kulenkampff (bearbeitete Fassung; mit Kürzungen, die in der Uraufführung nicht vorgenommen worden waren) und Menuhin (Originalfassung).
Nach 1945 wurde das Werk zwar gelegentlich gespielt, unterlag aber reservierter bis kontroverser Einschätzung. Neben der weithin dominierenden Ansicht, das Schumannsche Spätwerk sei generell schwach – noch 1967 schrieb der Musikwissenschaftler Kurt Pahlen, das Violinkonzert biete lediglich „Material für den Psychiater“ –, könnte auch die Benutzung des Werkes durch die NS-Propaganda als Ursache gelten.
Erst etwa ab den 1970er-Jahren setzte im Rahmen einer differenzierten Betrachtung des Schumannschen Spätwerks auch eine allmähliche Rehabilitierung des Violinkonzertes ein. Das heißt aber keineswegs, dass sich Geiger und Dirigenten nicht auch zwischenzeitlich für das Konzert eingesetzt hätten. Nach der Uraufführung durch Kulenkampff und der amerikanischen Erstaufführung durch Menuhin wurden Gustav Lenzewski (der schon vor der Uraufführung zu Rate gezogen wurde) und Siegfried Borries die frühesten Interpreten des Werkes. Borries hielt das Konzert wenigstens bis Mitte der 1950er-Jahre in seinem Repertoire. Parallel dazu setzten sich ab den 1950er Jahren viele Geiger für das „Sorgenkind“ ein, darunter Isidor Lateiner, Alberto Lysy, Ida Haendel, Walter Schneiderhan, Peter Rybar, Henryk Szeryng, Jenny Abel, Susanne Lautenbacher, Patrice Fontanarosa, Jean-Jacques Kantorow, Thomas Zehetmair, Gidon Kremer, Igor Oistrach, Steven Staryk, Manfred Scherzer, Rainer Küchl, Wolfgang Wahl, Patricia Kopatchinskaja, Christiane Edinger und Ning Feng.
Ein Interpretationsvergleich von 1995 konnte neben den beiden Ersteinspielungen bereits auf weitere 12 zu diesem Zeitpunkte im Handel befindliche Aufnahmen zurückgreifen, darunter zwei von Gidon Kremer. Inzwischen hat das Konzert geradezu eine Renaissance und 2009, nach mehr als 60 Jahren, eine von zahlreichen Fehlern befreite Neuausgabe von Christian R. Riedel und Thomas Zehetmair bei Breitkopf & Härtel erlebt. Zehetmair, der als Interpret zur Neubewertung des Konzerts maßgeblich beigetragen hat, übernahm die technische Einrichtung der Solostimme. 2010 folgte eine von Reinhard Kapp und Christian Tetzlaff realisierte Neuausgabe beim Schott-Verlag.

## Werk

### Besetzung und Spieldauer
Das zur Solovioline hinzutretende Orchester entspricht der gängigen Orchesterbesetzung der Romantik und zugleich auch der für die anderen konzertanten Werken Schumanns üblichen: 2 Flöten, 2 Oboen, 2 Klarinetten, 2 Fagotte, 2 Hörner, 2 Trompeten, Pauken, I. Violine, II. Violine, Viola, Violoncello, Kontrabass
Die Spieldauer beträgt etwa 30 Minuten.

### 1. Satz
- In kräftigem, nicht zu schnellem Tempo, 4/4 alla breve, M.M. Halbe = 50, d-Moll/D-Dur, 355 Takte

Anders als in den früheren konzertanten Werken Schumanns, in denen Orchester und Solisten stark verschränkt sind (etwa dem Klavierkonzert), stellt das Violinkonzert Solist und Orchester überwiegend blockhaft gegenüber. Die Orchesterexposition des 1. Satzes beginnt mit einem monumental angelegten ersten Thema, dem ein lyrisches Thema folgt. In der anschließenden Soloexposition und der Durchführung dialogisiert die Solovioline mit einem ausgedünnten Orchestersatz. Auf thematische Entwicklungen wird weitgehend verzichtet und harmonische Veränderungen stehen im Vordergrund. Auffällig sind die barockisierend wirkenden Figurationen und Sequenzierungen in der hochvirtuos geführten Solostimme. In der Coda werden aus der Kombination beider Hauptthemen neue („synthetische“) thematische Einheiten gewonnen.

### 2. Satz
- Langsam, 4/4, M.M. Viertel = 46, B-Dur, 53 Takte

Im zweiten Satz stimmen zunächst die Violoncelli ein zartes, synkopiertes Einleitungsthema an, bevor die Violine mit dem lyrisch-gesanglichen Solothema einsetzt. Vielfach wird auf Anklänge an das sogenannte „Geisterthema“ hingewiesen, das Schumann Anfang 1854 – wie er meinte, von den Geistern Schuberts und Mendelssohns diktiert – notierte und vor seinem Zusammenbruch noch selbst variierte (Johannes Brahms schrieb später als sein op. 23 selbst vierhändige Klaviervariationen über dieses Thema). Orchester und die oft in tiefer Lage geführte Solovioline tauschen in der Folge mehrfach melodische Führung und Begleitung. Die letzten Takte des vergleichsweise kurzen Satzes leiten durch Accelerando und dynamische Steigerung attacca zum 3. Satz über.

### 3. Satz
- Lebhaft, doch nicht schnell, 3/4, M.M. Viertel = 63, D-Dur, 256 Takte

Der tanzartige dritte Satz verbindet Elemente der Sonatenform mit derjenigen des Rondos und wird durch den polonaisehaften Charakter des häufig und refrainartig wiederkehrenden Hauptthemas dominiert. Die wiederum technisch sehr anspruchsvolle Solostimme dialogisiert in oft athematischen Figurationen mit dem Orchester, bevor in der ausgedehnten, in D-Dur schließenden Coda Themen und Motive des vorangehenden Satzverlaufes kombiniert werden. Auch dieser Satz hat wie die vorangegangenen keine Solokadenz.